# Нікола Мілічевич (астроном)
Нікола Мілічевич (6 червня 1887, Звечанє, біля Омиша – 3 червня 1963, монастир Блаца, острів Брач) — хорватський астроном.

## Біографія
В дитинстві він навчався в Монастирі Блаца на острові Брач, де настоятелем був його дядько Нікола Мілічевич (1846–1923). Від десяти років навчався в гімназії в Спліті, а пізніше в Задарі. Після закінчення гімназії навчався в Задарській семінарії. Після рукоположення на священика у 1910 році повернувся на Брач.

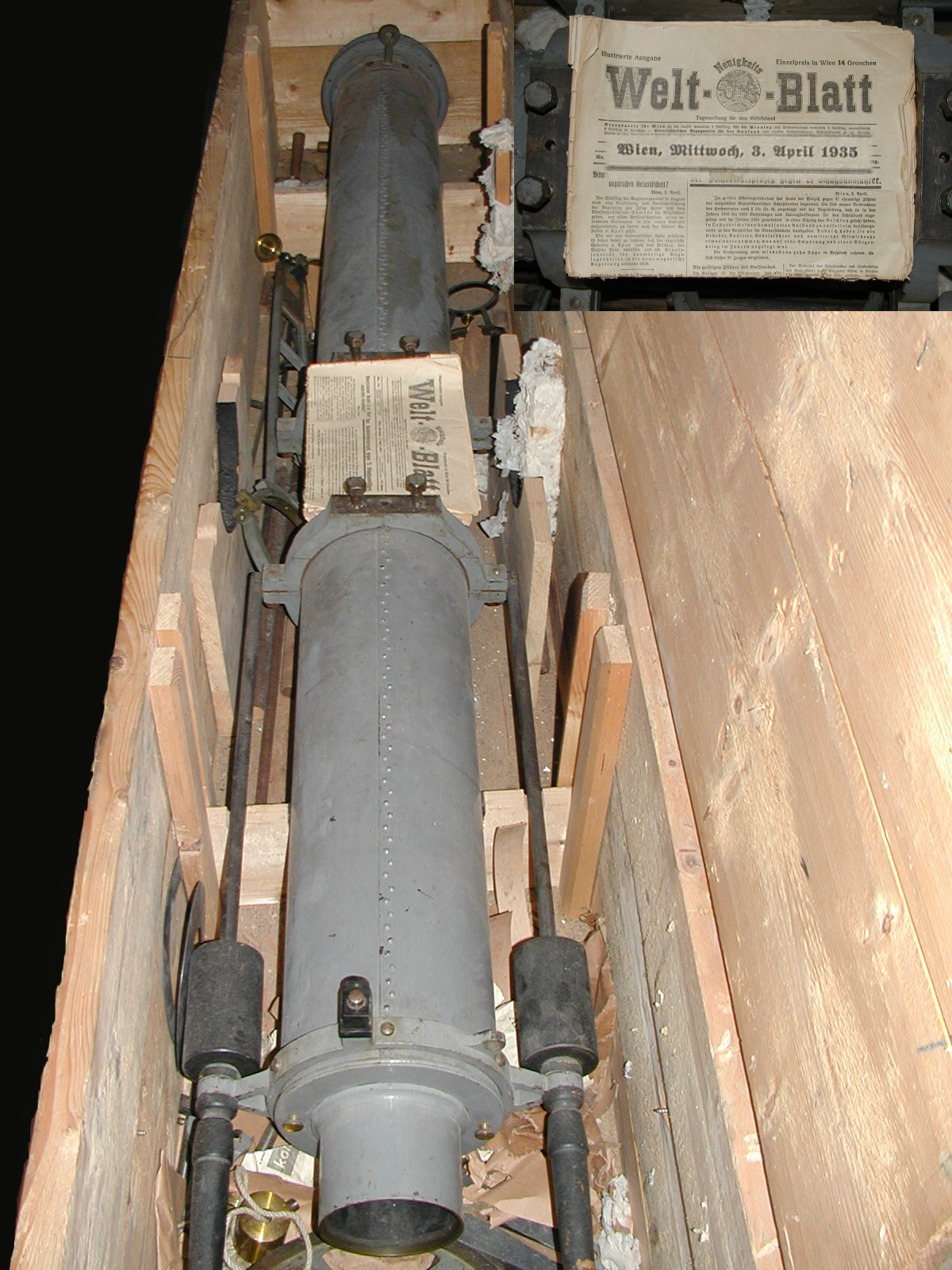
Телескоп Мілічевича в музуї монастиря Блаца

Під час навчання захопився астрономією. Листувався з хорватським астрономом Лео Бреннером. У 1912 році вперше опублікував у спеціалізованому журналі Astronomische Nachrichten результати своїх спостережень і розрахунків орбіти комети 8P/Tuttle. У цьому ж році розпочав видавати в монастирі Блаца журнал Mladi zvjezdar (Молодий зірник). Його дядько підтримав його інтерес і дозволив йому вивчати астрономію на факультеті мистецтв Віденського університету, куди його взяв професор Едмунд Вайс, директор астрономічної обсерваторії університету. Професор Вайс заповів Мілічевичу велику астрономічну бібліотеку, яка після смерті Вайса у 1917 році була перевезена до монастиря Блаца.
Після закінчення навчання у Відні Нікола Мілічевич повернувся до монастиря Блаца, де побудував астрономічну обсерваторію. У 1923 році, після смерті дядька, він став наступним настоятелем монастиря. Водночас він був і визнаним астрономом, якого відвідували астрономи з навколишніх країн. Він займався вивченням подвійних зір, пошуком комет і нових зір. Для спостережень він придбав у 1926 році телескоп, який став найбільшим в цій частині Європи.
Нікола Мілічевич був останнім ченцем і настоятелем монастиря Блаца. Тут він жив до самої смерті у 1963 році.
На його честь і на честь його обсерваторії у 1999 році були названі астероїди 10241 Мілічевич і 10645 Брач.